# Famatinita
La famatinita es un mineral, sulfuro de cobre y antimonio, que pertenece al grupo de la estannina. Fue descrita como una nueva especie a partir de ejemplares obtenidos en la zona minera de La Mejicana, Sierra de Famatina, departamento de Famatina, La Rioja (Argentina), que consecuentemente se considera como localidad tipo. El nombre deriva del de la localidad. En otros estudios posteriores se le dio el nombre de estibioluzonita, que actualmente se considera un sinónimo.

## Propiedades físicas y químicas
La famatinita forma una serie con la luzonita, que es el equivalente con arsénico en lugar del antimonio antimonio. Generalmente se encuentra como masas o intercrecimientos con otros sulfuros. Los cristals son raros y generalmente subidiomorfos. 

## Yacimientos
La famatinita es un mineral poco común, que aparece en yacimientos de minerales de cobre formados a media o baja temperatura. Suele estar asociadoa a calcopirita, pirita y arsenopirita. Los mejores ejemplares en cuanto a calidad de los cristales son los que aparecen en la mina Clara,  Oberwolfach,  Wolfach,  Ortenaukreis,  Friburgo,  Baden-Württemberg, (Alemania).